# Новосілки Дидинські (гміна)
Ґміна Новосюлкі Дидиньскє (пол. Gmina Nowosiółki Dydyńskie) — колишня (1934—1939 рр.) сільська ґміна Добромильського повіту Львівського воєводства Польської республіки (1918—1939) рр. Центром ґміни було село Новосюлкі Дидиньскє.

1 серпня 1934 р. було створено ґміну Новосюлкі Дидиньскє в Добромильському повіті. До неї увійшли сільські громади: Фалькенберґ, Гуйско, Гувнікі, Кальварія Пацлавска, Лєщини, Новосюлкі Дидиньскє, Сопотнік і Трушовіце.
У середині вересня 1939 року німці окупували територію ґміни, однак уже 26 вересня 1939 року мусіли відступити, оскільки за пактом Ріббентропа-Молотова вона належала до радянської зони впливу. За кілька місяців територія ввійшла до Добромильського району Дрогобицької області. Наприкінці червня 1941, з початком Радянсько-німецької війни, територія знову була окупована німцями. В серпні 1944 року радянські війська знову оволоділи цією територією. В березні 1945 року територія віддана Польщі (тільки Трушевичі були залишені у складі СРСР). Основна маса місцевого українського населення була насильно переселена в СРСР в 1944-1946 р., решта під час операції «Вісла» в 1947 р. депортована на понімецькі землі.